# Birgit Mayer
Birgit Mayer ist eine ehemalige deutsche Fußballspielerin.

## Karriere
Mayer gehörte dem TuS Wörrstadt als Abwehrspielerin an, mit dem sie am 8. September 1974 im Mainzer Bruchwegstadion das erste Finale um die Deutsche Meisterschaft bestritt. Die vom Bonner Schiedsrichter Walter Eschweiler geleitete Begegnung mit der DJK Eintracht Erle wurde mit 4:0 gewonnen. 

## Erfolge
- Deutscher Meister 1974